# Snackbox
Als Snackbox wird ein Geschäftskonzept bezeichnet, bei dem von einem darauf spezialisierten Unternehmen ein Kasten mit kleinen Zwischenmahlzeiten wie Süßigkeiten oder Obst bei kleinen und mittleren Unternehmen für die Mitarbeiter bereitgestellt wird. Die Bezahlung der entnommenen Ware erfolgt auf Vertrauensbasis in eine beigestellte Kasse. Der Bereitsteller rechnet die Kasse ab und füllt bei Bedarf die Snackbox wieder auf. Eine Snackbox stellt so eine einfache und unkomplizierte Alternative zu einem Verkaufsautomaten dar.
Das System der Snackbox wurde Ende der 1980er Jahre in den USA erfunden. Es löste das Problem, dass Kleinunternehmen und Büros mit wenigen Mitarbeitern ihren Mitarbeitern ohne großen Aufwand Süßigkeiten und Zwischenmahlzeiten zur Verfügung stellen wollten, die bereits seit mehreren Jahrzehnten am Markt eingeführten Süßigkeitenautomaten sich jedoch nur ab einer gewissen Mitarbeiterzahl rentierten.
Der wesentliche Unterschied zum Automaten besteht darin, dass es sich bei der Snackbox um ein offenes System handelt. Während in einem Automaten die Ware bis zur Bezahlung unter Verschluss gehalten wird, kann bei der Snackbox jeder frei auf die Ware zugreifen. 
Das Produktsortiment der Snackboxen variiert zwischen den einzelnen Betreibern, beinhaltet jedoch in den meisten Fällen vorrangig Schokoriegel und ähnliche Süßwaren. Aber auch Obst und Frischwaren wie z. B. Sandwiches können bei Bedarf auf diese Weise bereitgestellt werden.
Daten von Snackbox-Aufstellern über zeitliche Schwankungen in der Ehrlichkeit von Arbeitnehmern, entnommene Waren zu bezahlen, sind in der Volkswirtschaftslehre bereits als Ausgangsmaterial für Forschungen verwendet worden.